# Mombuca
Mombuca es un municipio brasilero del estado de São Paulo. Se localiza a una latitud 22º55'45" sur y a una longitud 47º33'58" oeste, estando a una altitud de 550 metros. Su población estimada en 2004 era de 3.369 habitantes.
Posee un área de 133,2 km². 

## Medios de comunicación
En telecomunicaciones, la ciudad fue atendida por Companhia de Telecomunicações do Estado de São Paulo hasta 1973, cuando pasó a ser atendida por Telecomunicações de São Paulo. En julio de 1998, esta empresa fue adquirida por Telefónica, que adoptó la marca Vivo en 2012.
Actualmente la empresa es operadora de telefonía celular, línea fija, internet (fibra óptica/4G) y televisión (satélite y cable).

## Religión
El Cristianismo está presente en la ciudad de la siguiente manera:

### Iglesia Católica
La iglesia católica del municipio forma parte de la Diócesis de Piracicaba.

### Iglesia Protestante
En la ciudad están presentes las más diversas creencias evangélicas, principalmente pentecostales, incluidas las Asambleas de Dios de Brasil (la iglesia evangélica más grande del país), Congregación Cristiana, entre otras. Estas denominaciones están creciendo cada vez más en todo Brasil.